# Garlan
Ne pas confondre avec Garlan, taureau cocardier, trois fois Bioù d'or.
Garlan [gaʁlɑ̃] (en breton : Garlann) est une commune du département du Finistère, dans la région Bretagne, en France. Le nom « Garlann » viendrait du breton « garv » (rude) et de « lann » (lande) ou bien de « Gwaremm lann » (garenne de lande). La paroisse s'est constituée au Moyen Âge au détriment de Plouigneau (partie située au sud du Dourduff ) et de Plouézoc'h (partie située au nord du Dourduff).

## Géographie
Garlan fait partie historiquement du Trégor finistérien.

### Communes limitrophes

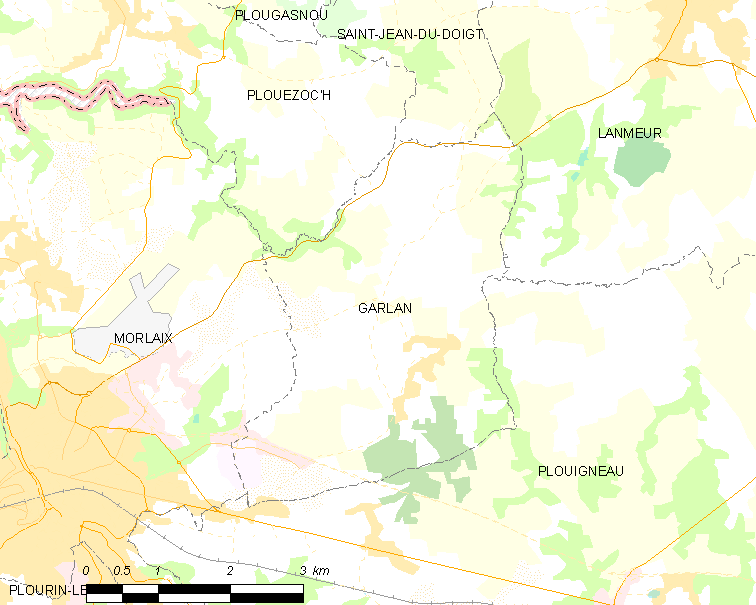
Carte de la commune de Garlan.

| Plouezoc'h | Saint-Jean-du-Doigt | Lanmeur    |
| Morlaix    | Garlan              | Lanmeur    |
| Morlaix    | Plouigneau          | Plouigneau |

### Description
Située juste à l'Est-Nord-Est de Morlaix, le finage de Garlan est constitué par un plateau dont la partie sud est en pente vers le Nord (il atteint 118 mètres d'altitude près du manoir de Pradigou, à la limite Sud de la commune et s'abaisse jusq'à une cinquantaine de mètres dans sa partie proche du Dourduff, le bourg étant vers 90 mètres d'altitude). Au nord de la vallée du Dourduff, le plateau remonte progressivement jusqu'à atteindre 116 mètres à Toul ar Bahajou dans l'angle Nord-Est du territoire communal.
Le bourg de Garlan est à l'écart des grands axes routiers, mais la commune est toutefois traversée à sa limite nord par la D 786 précitée, et surtout dans son angle sud-ouest par la voie express RN 12 ; l'échangeur de Langolvas est en partie situé dans la commune, et dessert, outre Morlaix, le Parc des expositions de Langolvas.
Garlan présente un paysage rural traditionnel de bocage avec un habitat dispersé formé d'écarts constitués de hameaux ("villages") et fermes isolées. Malgré sa proximité avec l'agglomération morlaisienne, la commune est peu concernée par la rurbanisation sauf à son extrême Ouest, à proximité de l'échangeur de Langolvas. Le bourg de Garlan a conservé l'aspect d'un bourg rural, même si une périurbanisation est sensible, principalement au sud-ouest du bourg traditionnel, aux alentours de Kertanguy et Porsmocaër, avec la création de lotissements formés d'un habitat pavillonnaire peu dense ; le reste de la commune y a échappé, si l'on excepte les alentours de Coat Raden.

### Hydrographie
Pour un article plus général, voir Réseau hydrographique du Finistère.
La commune est située dans le bassin Loire-Bretagne. Elle est drainée par le Dourduff et divers autres petits cours d'eau,.
La vallée du Dourduff, encaissée d'une trentaine de mètres par rapport au plateau avoisinant, traverse la commune d'Est en Ouest.
Le Dourduff, fleuve côtier d'une longueur de 21 km, prend sa source dans la commune de Plouigneau et se jette  dans la baie de Morlaix entre les communes de Plouezoc'h et de Taulé. Il coule à environ 40 mètres à son entrée dans la commune, et à une vingtaine de mètres à sa sortie de la commune. Un modeste affluent de rive droite de ce cours d'eau forme la limite communale avec Lanmeur et Plouezoc'h, sa vallée étant parcourue par la D 786 (ancienne RN 786), axe routier reliant Morlaix à Lannion).
Les caractéristiques hydrologiques du Dourduff sont données par la station hydrologique située sur la commune. Le débit moyen mensuel est de 0,556 m3/s. Le débit moyen journalier maximum est de 9,4 m3/s, atteint lors de la crue du 26 janvier 1995. Le débit instantané maximal est quant à lui de 13,7 m3/s, atteint le 9 février 2001.

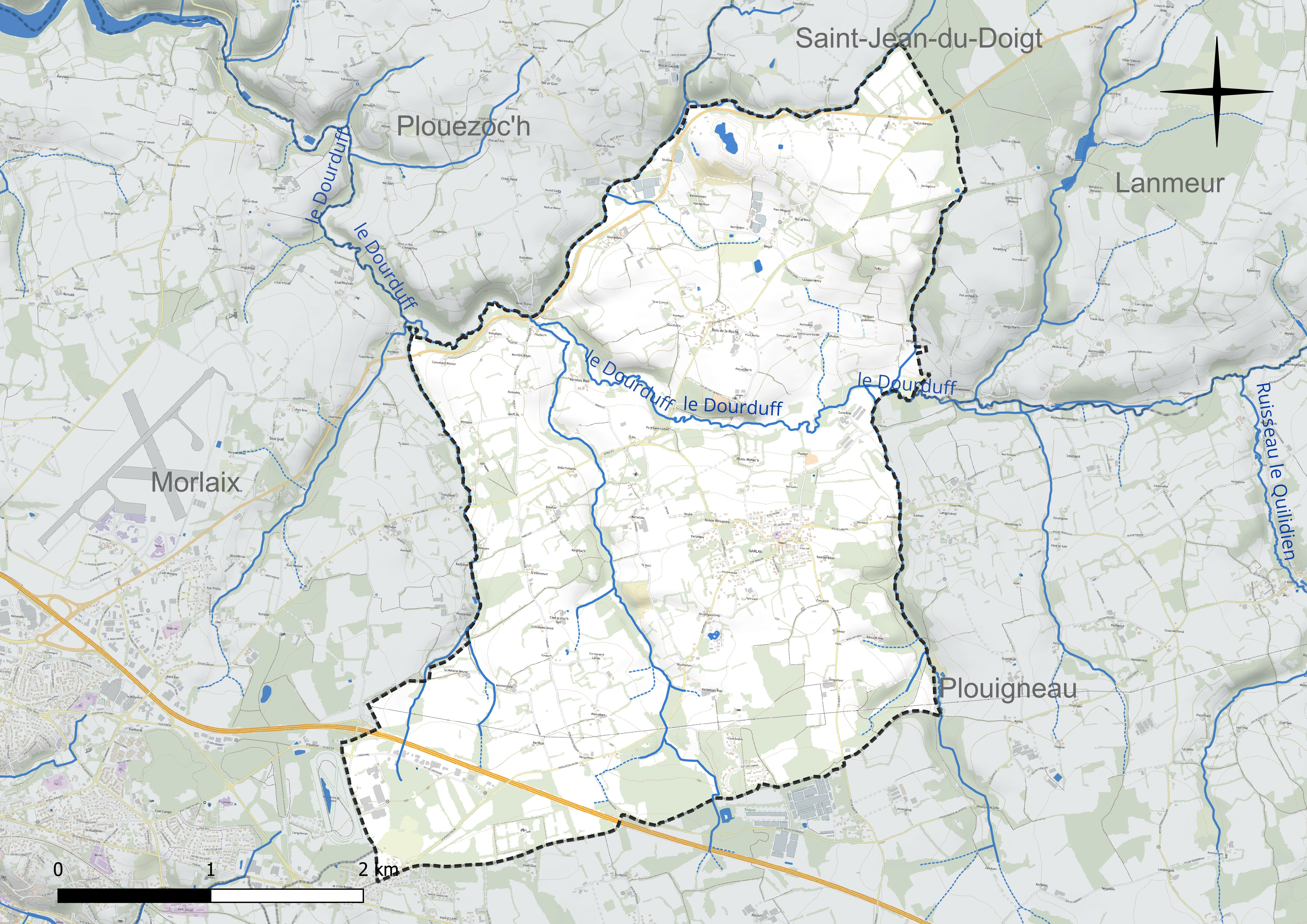
Réseau hydrographique de Garlan.

### Climat
Pour des articles plus généraux, voir Climat de la Bretagne et Climat du Finistère.
En 2010, le climat de la commune est de type climat océanique franc, selon une étude du CNRS s'appuyant sur une série de données couvrant la période 1971-2000. En 2020, Météo-France publie une typologie des climats de la France métropolitaine dans laquelle la commune est exposée à un climat océanique et est dans la région climatique  Finistère nord, caractérisée par une pluviométrie élevée, des températures douces en hiver (6 °C), fraîches en été et des vents forts. Parallèlement l'observatoire de l'environnement en Bretagne publie en 2020 un zonage climatique de la région Bretagne, s'appuyant sur des données de Météo-France de 2009. La commune est, selon ce zonage, dans la zone « Intérieur  », exposée à un climat médian, à dominante océanique.  
Pour la période 1971-2000, la température annuelle moyenne est de 11,3 °C, avec  une amplitude thermique annuelle de 10,1 °C. Le cumul annuel moyen de précipitations est de 980 mm, avec 15,6 jours de précipitations en janvier et 7,9 jours en juillet. Pour la période 1991-2020, la température moyenne annuelle observée sur la station météorologique la plus proche, située sur la commune de Pleyber-Christ à 14 km à vol d'oiseau, est de 11,7 °C et le cumul annuel moyen de précipitations est de 1 101,6 mm,. Pour l'avenir, les paramètres climatiques de la commune estimés pour 2050 selon différents scénarios d'émission de gaz à effet de serre sont consultables sur un site dédié publié par Météo-France en novembre 2022.

## Urbanisme

### Typologie
Au 1er janvier 2024, Garlan est catégorisée commune rurale à habitat dispersé, selon la nouvelle grille communale de densité à 7 niveaux définie par l'Insee en 2022.
Elle est située hors unité urbaine. Par ailleurs la commune fait partie de l'aire d'attraction de Morlaix, dont elle est une commune de la couronne,. Cette aire, qui regroupe 24 communes, est catégorisée dans les aires de 50 000 à moins de 200 000 habitants,.

### Occupation des sols
L'occupation des sols de la commune, telle qu'elle ressort de la base de données européenne d'occupation biophysique des sols Corine Land Cover (CLC), est marquée par l'importance des territoires agricoles (79,5 % en 2018), une proportion identique à celle de 1990 (79,5 %). La répartition détaillée en 2018 est la suivante : 
zones agricoles hétérogènes (50,3 %), terres arables (29,1 %), forêts (12,4 %), zones urbanisées (3,5 %), mines, décharges et chantiers (2,2 %), espaces verts artificialisés, non agricoles (1,3 %), zones industrielles ou commerciales et réseaux de communication (1,2 %). L'évolution de l'occupation des sols de la commune et de ses infrastructures peut être observée sur les différentes représentations cartographiques du territoire : la carte de Cassini (XVIIIe siècle), la carte d'état-major (1820-1866) et les cartes ou photos aériennes de l'IGN pour la période actuelle (1950 à aujourd'hui).

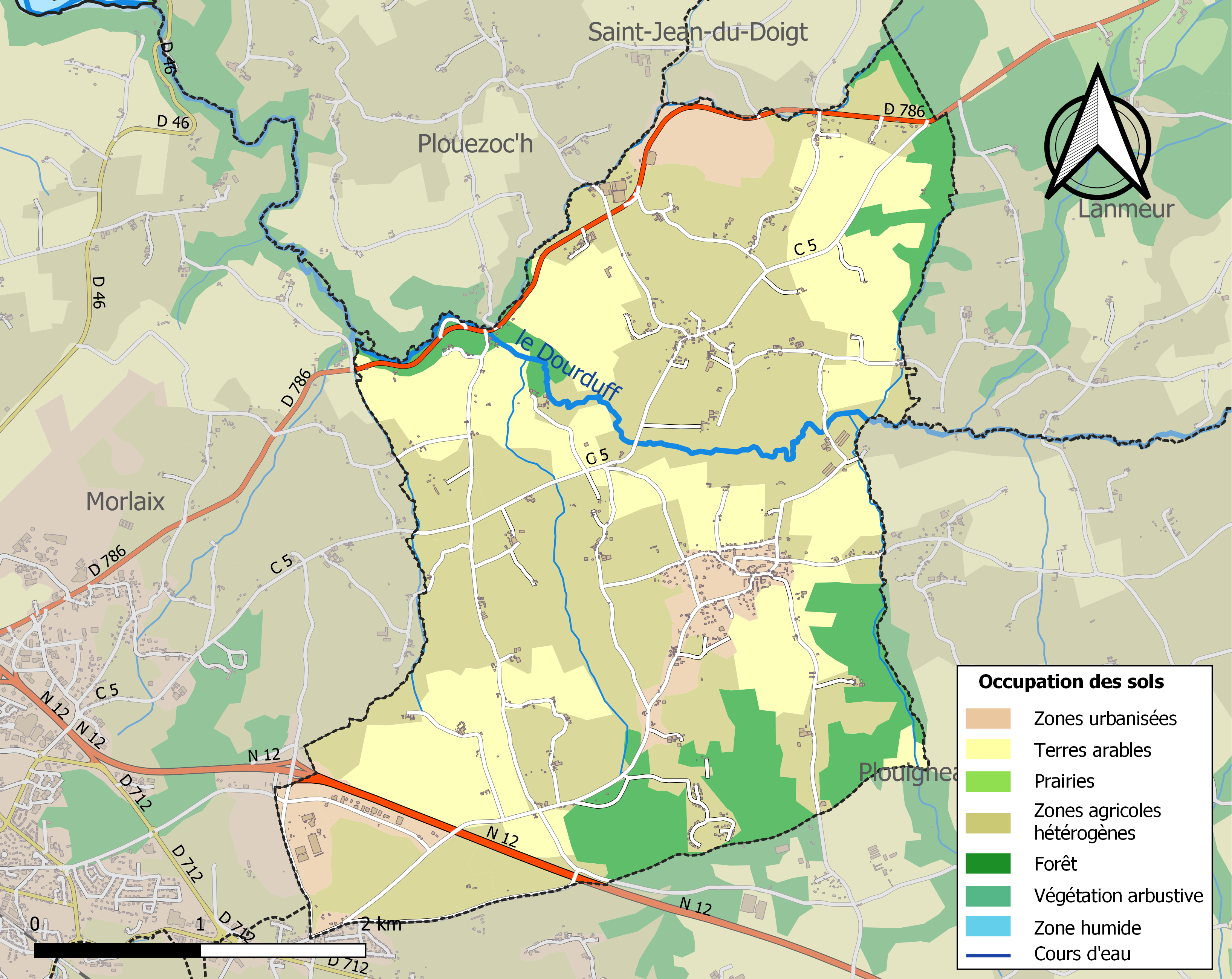
Carte des infrastructures et de l'occupation des sols de la commune en 2018 (CLC).

## Toponymie
Le nom de la localité est attesté sous les formes Quarlan en 1427, Garlan à la fin du XIVe siècle et en 1543.
Garlan vient du breton garv (rude) et de lann (lande).

## Histoire

### Préhistoire et Antiquité
Des menhirs brisés se trouvent à Kertanguy et les vestiges d'un dolmen au Bois de la Roche. Six tombelles et un dépôt de haches à douille ont été trouvés à Ty-Nevez et un souterrain datant de l'Âge du fer à Keff-Du.
La voie romaine allant de Morlaix à Lannion passait par Garlan. Le nom des trois hameaux voisins de la Boissière : al Veuzit, Porsmoguet et Rozarbeuz, indique une origine gallo-romaine : une villa devait exister à proximité même si aucune trace archéologique n'en a été trouvée pour l'instant.

### Le Moyen Âge
Les seigneurs de Boiséon (le château de Boiséon se trouve en Lanmeur ; la famille de Boiséon fut aussi propriétaire du château de Kérouzéré à partir de 1565 et au XVIIe siècle), qui disposaient du droit de haute justice, possédaient les titres et les prérogatives de fondateurs de l'église paroissiale de Garlan.
La seigneurie de Kerohan fut la plus importante de Garlan. Elle disposait des droits de haute, moyenne et basse justice ; elle jouissait des premières prééminences en l'église de Garlan. Le manoir, qui date du XVe siècle, appartient successivement aux familles de la Boissière, de Quillidien, de Quélen, de Kergroadès (René de Kergroadez, marquis du dit-lieu, y mourut en 1666), de Bréquigny, Le Gonidec de Tressan et de Carné.
La présence de lieux-dits comme « Convenant Béout » ou « Convenant Laviec » indique l'existence par le passé de convenants, dits encore « domaines congéables » dans la paroisse.

### Époque moderne
Pendant la guerre entre Ligueurs ultra catholiques et partisans du roi protestant Henri IV, Garlan adhère à la Sainte Union morlaisienne constituée de Ligueurs, malgré l'opposition acharnée du capitaine de Garlan, Jacques de Quisidic, seigneur de Kervilzic, fortement attaché à la cause royale. Cette position lui valut d'être assassiné. Le seigneur de Keroustrand, Guyon de Quilidien, le remplaça, avec comme lieutenant le seigneur du Bois-de-la-Roche, Yves Le Blonsard.
Françoise de Quisidic, fille de Jacques de Quisidic, seigneur de Kervilsic, en Garlan dans le diocèse de Tréguier, née en 1577, convertie par un sermon de Michel Le Nobletz, après avoir vécu une partie de sa vie à Saint-Michel-en-Grève où elle aurait vu deux apparitions de la Vierge Marie, en 1657 et en juillet 1659, mourut le 29 octobre 1659 près du couvent de Cuburien, probablement dans l'hospice situé à proximité.
En 1759, une ordonnance de Louis XV ordonne à la paroisse de Garlan de fournir 18 hommes et de payer 118 livres pour « la dépense annuelle de la garde-côte de Bretagne ».
La paroisse de Garlan était divisée en huit frairies : le Rascoët, Kertanguy, Kergustou, Kervézec, Rosgustou, le Bois de la Roche, la Boissière et le Mesguen. Des fabriques particulières existaient pour le maître-autel, le Sacre, saint Éloi, le Rosaire, la confrérie de saint Yves, la Rédemption des captifs et la Terre sainte.
Jean-Baptiste Ogée décrit ainsi Garlan en 1778 :

« Garlan ; dans une plaine, à peu de distance de la route de Morlaix à Lannion ; à 9 lieues à l'Ouest-Sud-Ouest de Tréguier, son évêché bà 34 lieues et demie de Rennes ; et à une lieue un huitième de Morlaix, sa subdélégation et son ressort. Cette paroisse relève du roi et compte 750 communiants. La cure est à l'alternative. Son territoire est irrégulier, assez bien cultivé, et abondant en grains, lins, pâturages et cidre. On y voit des landes. Les maisons nobles sont le Rascoët, la Baëssiêre-Kerouchant, le Bois de la Roche, Kermerchou, le Inquelvez et Rogustou. »

### Révolution française
Au moment de la Révolution française, les armoiries des seigneurs de Boiséon, de la Roche-Jagu et de la Boissière-Kerohant, présentes sur les vitraux de l'église paroissiale, sont brisées ou martelées, en vertu du décret de l'Assemblée nationale du 19 juin 1790, qui paraît n'avoir été appliqué à Garlan que bien plus tard. Dans un rapport du 11 mars 1792, le maire constate que, à la suite de ces dégradations, l'église est dans un état lamentable. La même année, le recteur, Christophe Derrien, recteur depuis 1778, et son vicaire, François Lazou, tous deux prêtres réfractaires, sont chassés et remplacés par des prêtres constitutionnels. D'après la tradition, Christophe Derrien aurait été caché dans la tour de l'auberge-relais de poste de Garlan où il finit par être arrêté. Les deux prêtres réfractaires sont détenus au château de Brest avant d'être déportés en Espagne. Après avoir essayé de revenir en Bretagne, François Lazou est à nouveau arrêté en 1798 et déporté sur l'Île de Ré, où il meurt le 27 août 1800. François-Marie Martin, devint recteur constitutionnel de Garlan en 1792, et le resta jusqu'en 1806. Après la signature du Concordat entre le Premier Consul Bonaparte et le pape Pie VII, Christophe Derrien revint exercer son ministère à Plougasnou.

### LeXIXesiècle
A. Marteville et P. Varin, continuateurs d'Ogée, décrivent ainsi Garlan en 1843 :

« Garlan ; commune formée de l'ancienne paroisse de ce nom, aujourd'hui succursale. (...) Principaux villages : Porsmoguer, Kercadiou, Kervilaic, Mezguen, Mezou-Manac'h, Kertanguy, Kervézec, Kermerchou, Kerohan. Objets remarquables : manoirs du Bois de la Roche et de Kervolongar. Superficie totale : 1 334 hectares dont (...) terres labourables 632 ha, prés et pâturages 79 ha, bois 115 ha, vergers et jardins 79 ha, landes et incultes 419 ha (...). Moulins : 7 (de Kermerhou, du Roscoat, de Leinquelvez, du Bois de la Roche, de Pouller). Il y a, outre l'église paroissiale qui a pardon d'un jour à la fête patronale, la chapelle de Saint-Hubert. Le vieux manoir de Kervézec a encore une tourelle qui mérite d'être signalée. L'agriculture est assez florissante dans cette commune, où elle est favorisée par les sables coquilliers, dits marle. Cet engrais, où plutôt cet amendement s'emploie à raison de vingt charretées par hectare (...). Il y a beaucoup de domaines congéables. La route départementale n°2 du Finistère, dite de Lannion à Saint-Pol, traverse la commune du sud-ouest au nord-est. Géologie :en général sous-sol schisto-argileux ; granite amphibolique dans le nord ; roches feldspathiques à Mezou-Manac'h ; minerai de fer à Poulran. On parle le breton »

Les mêmes auteurs précisent que le château de Kervolongar appartient alors à M. de Forsanz et celui du Bois de la Roche à M. de Cillart, mais que ce dernier appartenait autrefois à la famille Blonzart du Bois de la Roche; ils ajoutent que les châteaux actuels sont deux constructions modernes, c'est-à-dire de la fin du XVIIe siècle, tout comme le manoir de Kertanguy ; par contre que celui de Kerangoué est ancien et appartient à M. de Rosmorduc, mais est habité par des fermiers.
En 1854, une épidémie de choléra qui affecte la région de Morlaix pendant plusieurs mois fait au 12 morts à Garlan en août et septembre.
En avril 1872, un rapport du conseil général du Finistère annonce l'ouverture d'une école de filles à Garlan (elle est construite en 1873, soit un an après celle des garçons).
L'église actuelle de Garlan, dédiée à Notre-Dame-des-Sept-Douleurs, a été construite entre 1877 et 1879 selon les plans d'Ernest Le Guerranic et consacrée le 26 août 1879. Elle a remplacé un édifice du XVIe siècle, fondé par les seigneurs de Boiséon et rattaché à l'évêché de Tréguier, qui, déjà sous la Révolution, menaçait ruine ; cette ancienne église « contenait deux ou trois autels décorés de boiseries sculptées de quelque valeur que l'on vendit pour subvenir aux frais de la construction ».
En 1899, Garlan fait partie des dix-huit seules communes du département du Finistère à déjà posséder une société d'assurance mutuelle, forte de 60 adhérents, contre la mortalité des animaux de ferme, qui assure les chevaux et les bêtes à cornes.

### LeXXesiècle

#### La Belle Époque
Par arrêté du préfet du Finistère, l'école publique de Garlan, tenue jusque-là par les religieuses des Filles du Saint-Esprit, est laïcisée le 6 septembre 1902.
Louis Le Guennec décrit ainsi Garlan en 1909 : « Le joli bourg de Garlan, distant d'environ six kilomètres de Morlaix, fiat partie du canton de Lanmeur. Il groupe ses quelques maisons blanches et coquettes autour d'une petite place régulière, sur une colline peu élevée que borde au Sud la fraiche vallée où coule le Dourdu (...). Le cimetière qui entoure [l'église] forme esplanade au-dessus de la vallée du Dourdu, et l'on y domine un calme et souriant paysage animé par la rivière sinueuse, les moulins virant à l'ombre ds peupliers et des ormes, les fermes anciennes cachant leurs pignons aïgus derrière les haies des vergers. De l'autre côté le château du Bois de la Roche, vieux murs et vieux toits, apparaît à l'orée de ses bois de sapins couronnant un coteau abrupt aux escarpements schisteux, feuris d'ajoncs et de bruyères ».

#### La Première Guerre mondiale

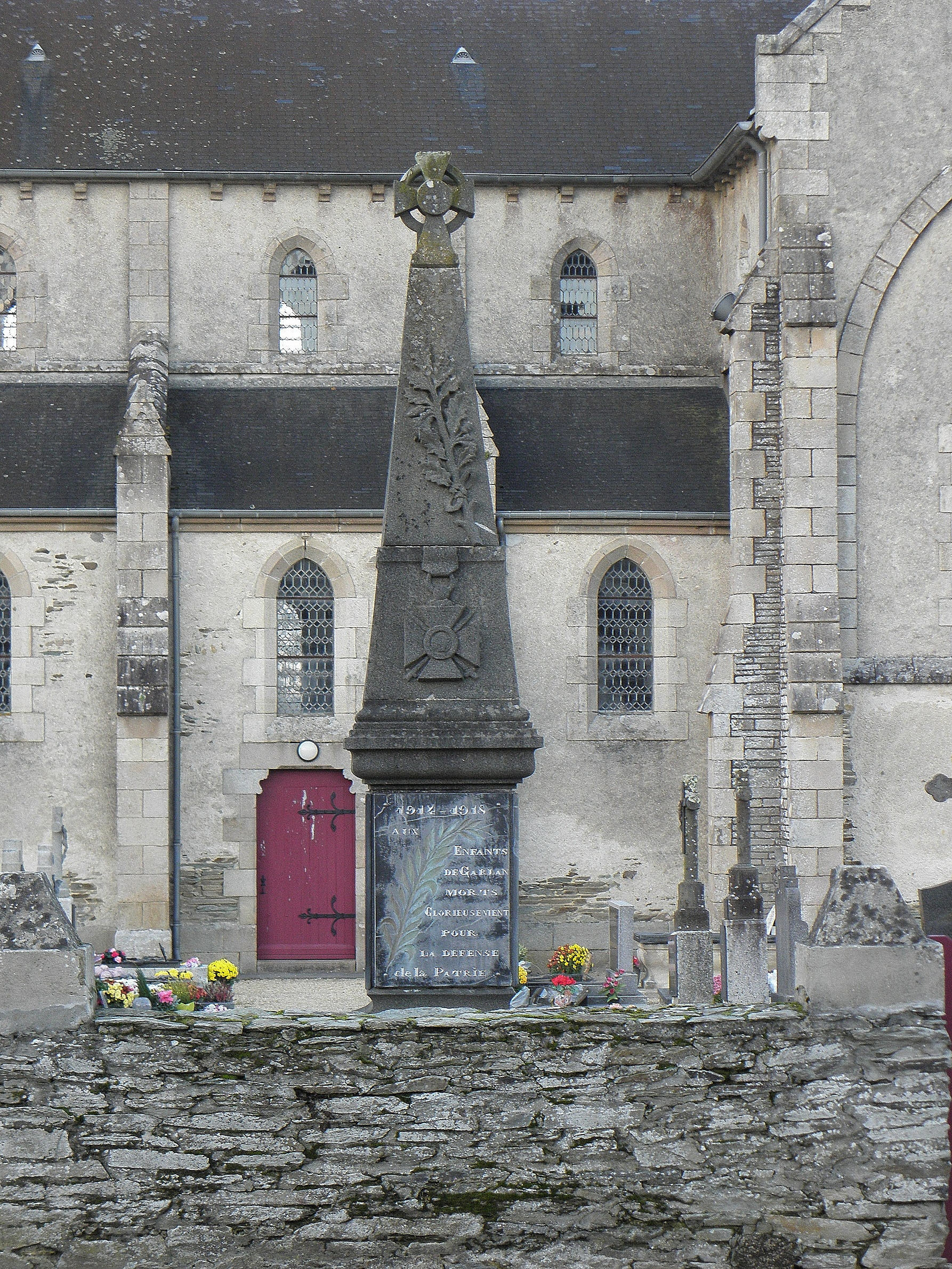
Le monument aux morts de Garlan.

Le monument aux morts de Garlan porte les noms de 38 soldats et marins morts pour la France pendant la Première Guerre mondiale ; la plupart sont décédés sur le sol français (parmi eux François Billant, vicaire à Garlan depuis 1913, sergent au 219e régiment d'infanterie, disparu à Sailly-Saillisel (Somme) le 27 août 1914, décoré de la Médaille militaire et de la Croix de guerre et Étienne Campion, maréchal des logis, engagé volontaire, tué àl'ennemi le 12 avril 1918 à Dommartin (Somme), décoré de la Croix de guerre), à l'exception d'Henri Salaun de Kertanguy, soldat au 118e régiment d'infanterie, disparu dès le 22 août 1914 lors des combats de Maissin (Belgique) et de Jean-Pierre Le Deun, zouave, disparu en mer le 11 mai 1918 à bord du Sant'Anna, torpillé au large de Salonique ; Pierre Le Duc est mort de maladie à Sfax (Tunisie) le 22 janvier 1919, donc après l'armistice.

#### L'Entre-deux-guerres

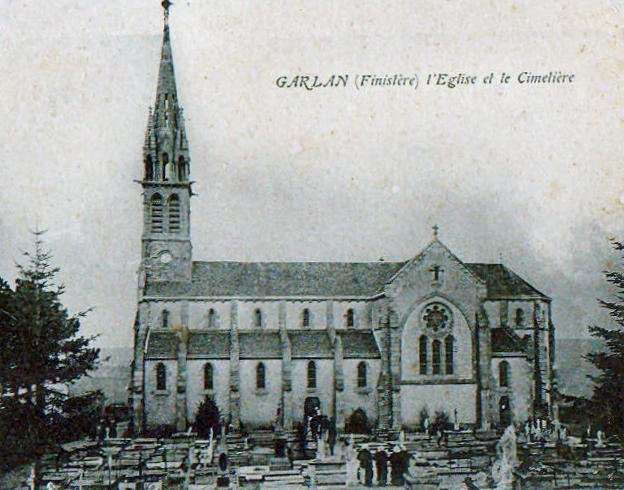
Garlan : l'église paroissiale et le cimetière vers 1920 (carte postale).
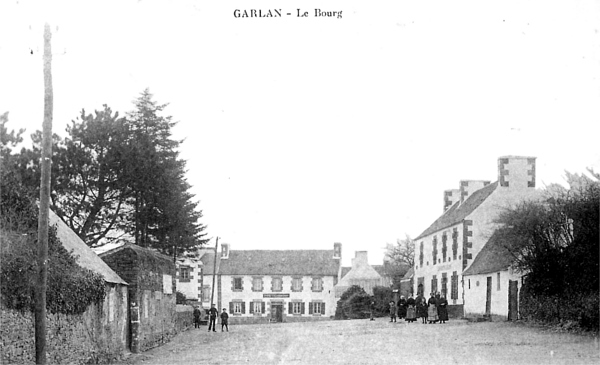
Le bourg de Garlan vers 1920 (carte postale).
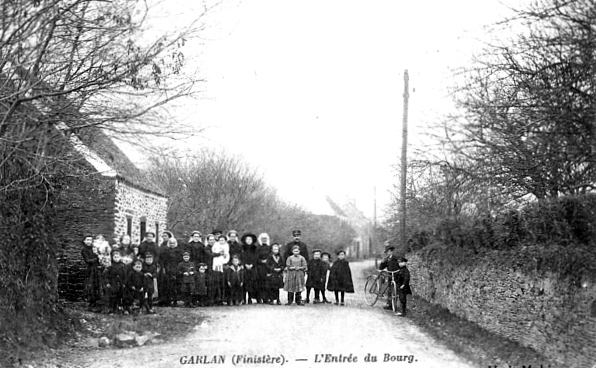
Garlan : l'entrée du bourg vers 1920 (carte postale).

Le stade de Garlan porte le nom d'Alexandre Pichodou, un aviateur d'avant-guerre, qui fut le second de Jean Mermoz, une figure légendaire de l'aéropostale. Alexandre Pichodou avait été scolarisé à Garlan pendant la guerre 1914-1918. Le 6 décembre 1936, l'hydravion de Mermoz et Pichodou, la « Croix du Sud », qui faisait route vers Rio de Janeiro, s'abîme dans l'océan Atlantique, au large de Dakar.

#### La Seconde Guerre mondiale
La commune compte 8 morts pour la France pendant la Seconde Guerre mondiale. Des Garlanais ont été résistants, par exemple Marc Bourhis à partir de février 1944 ; il combattit notamment lors des combats de la Poche de Lorient.
Le 11 mars 1944, à la suite d'un coup de feu tiré dans un champ, toute la population du bourg de Garlan et quelques agriculteurs des fermes avoisinantes fut rassemblée dans le bourg et leurs maisons fouillées.

#### L'après Seconde Guerre mondiale
Une nouvelle mairie-poste est construite en 1962.

### Liste des maires

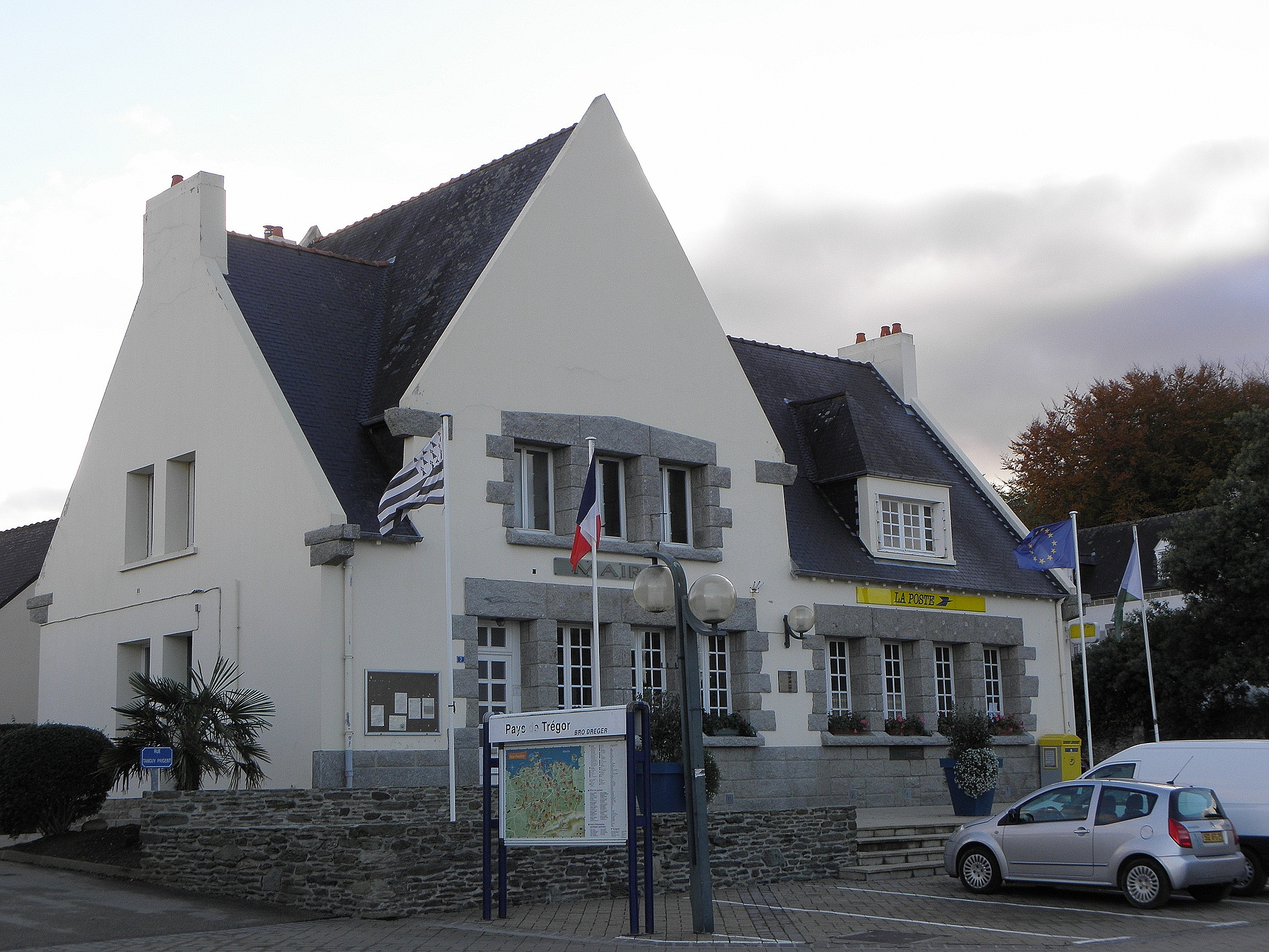
La mairie de Garlan.

## Monuments

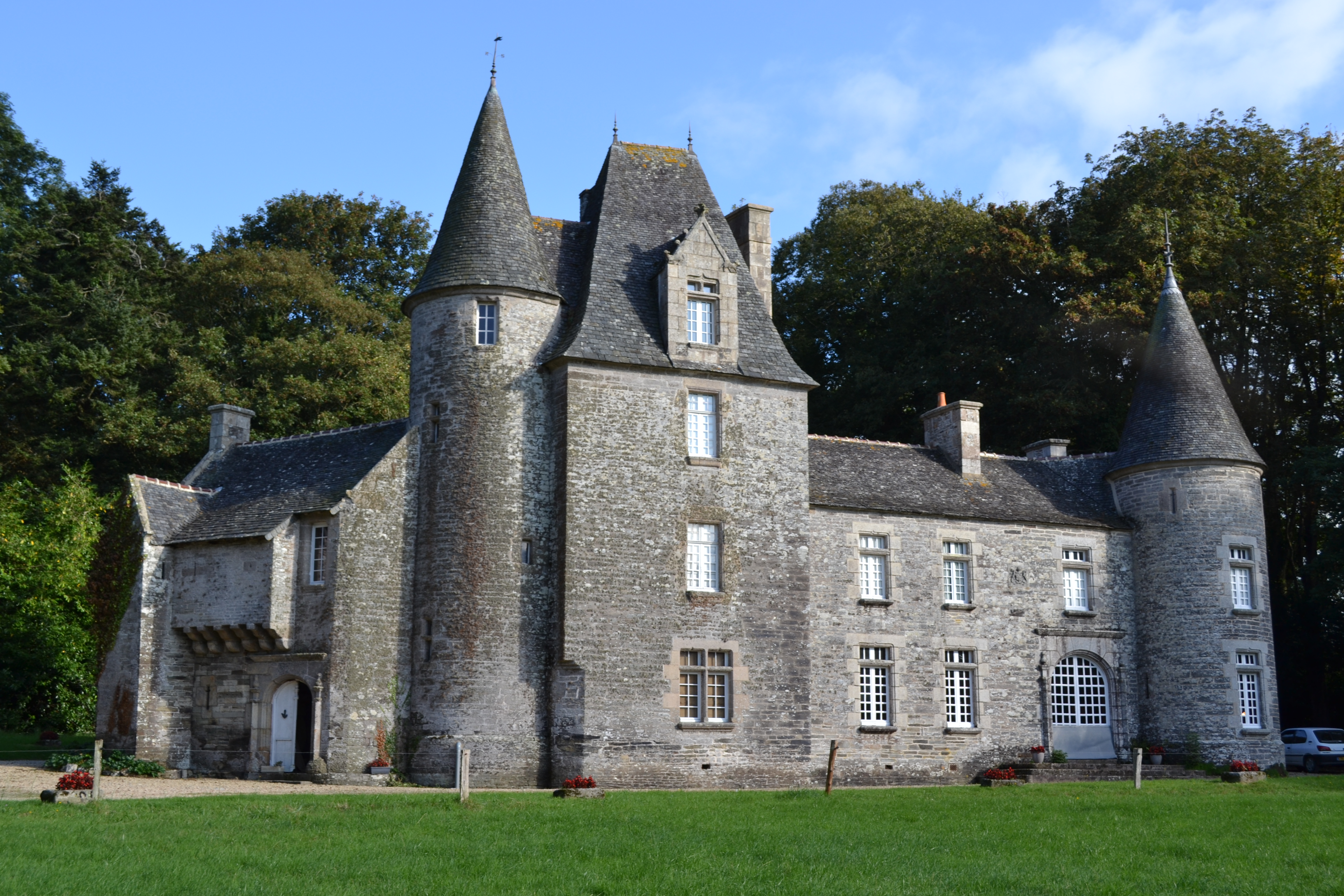
Le château de Kervezec.

- Le château de Kervezec (1568). Il offre encore, malgré certains remaniements, l'aspect sous lequel l'a décrit Pol Potier de Courcy qui l'habita, celui d'une gentilhommière du XVIe siècle. Il est inscrit au titre des monuments historiques[34].
- le château du Bois de la Roche, dit aussi château de Coat ar Roc'h. L'ancien château a été propriété successive des familles de Languéouez, Le Blonsart du Bois de la Roche (dès 1546), Gillart de Villeneuve (vers 1820) et Forsanz. Sa chapelle privée date du XVIIe siècle : le domaine possède aussi un colombier et un moulin.

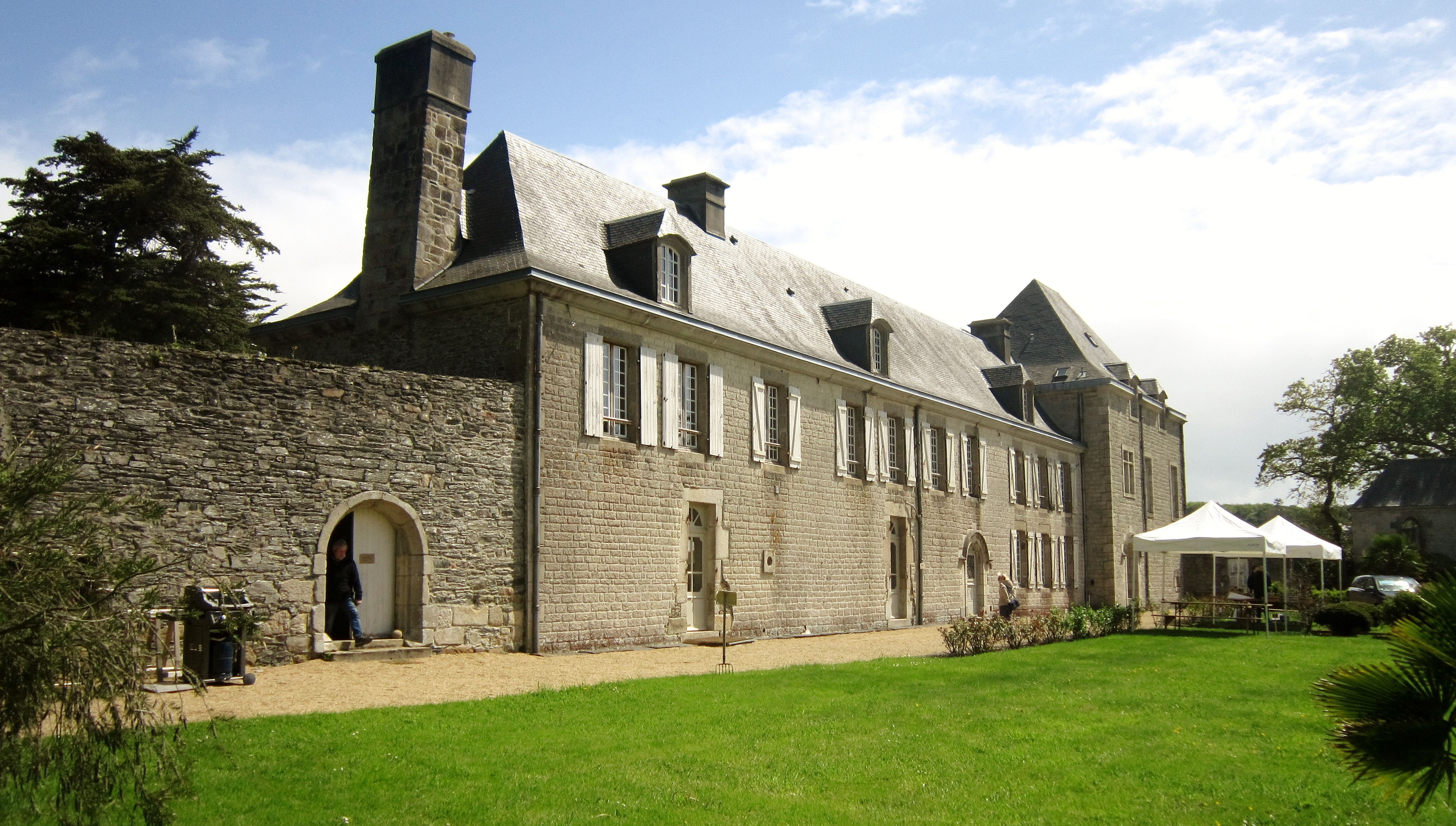
Le château du Bois de la Roche, vue extérieure d'ensemble.
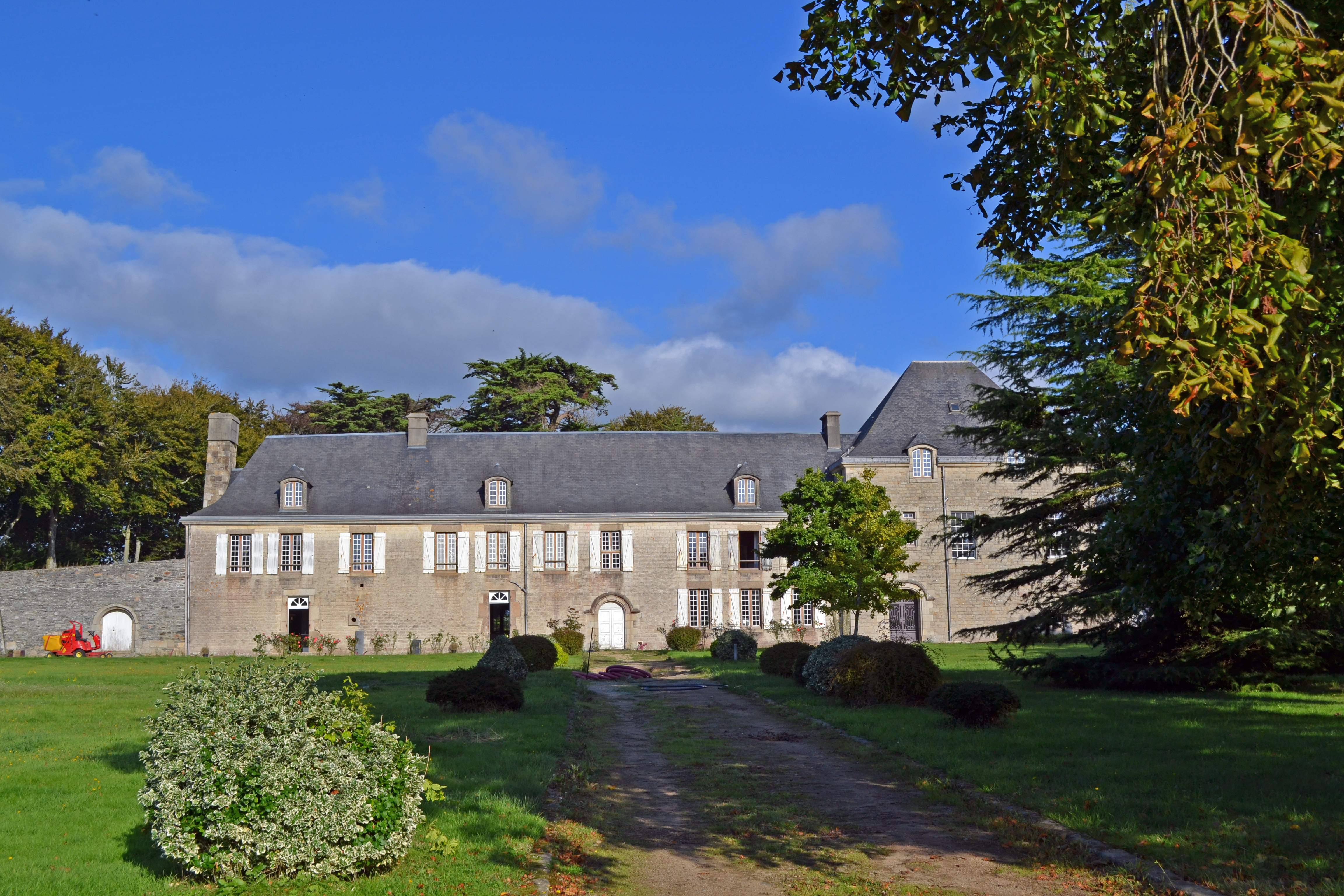
Le château du Bois de la Roche : autre vue extérieure.
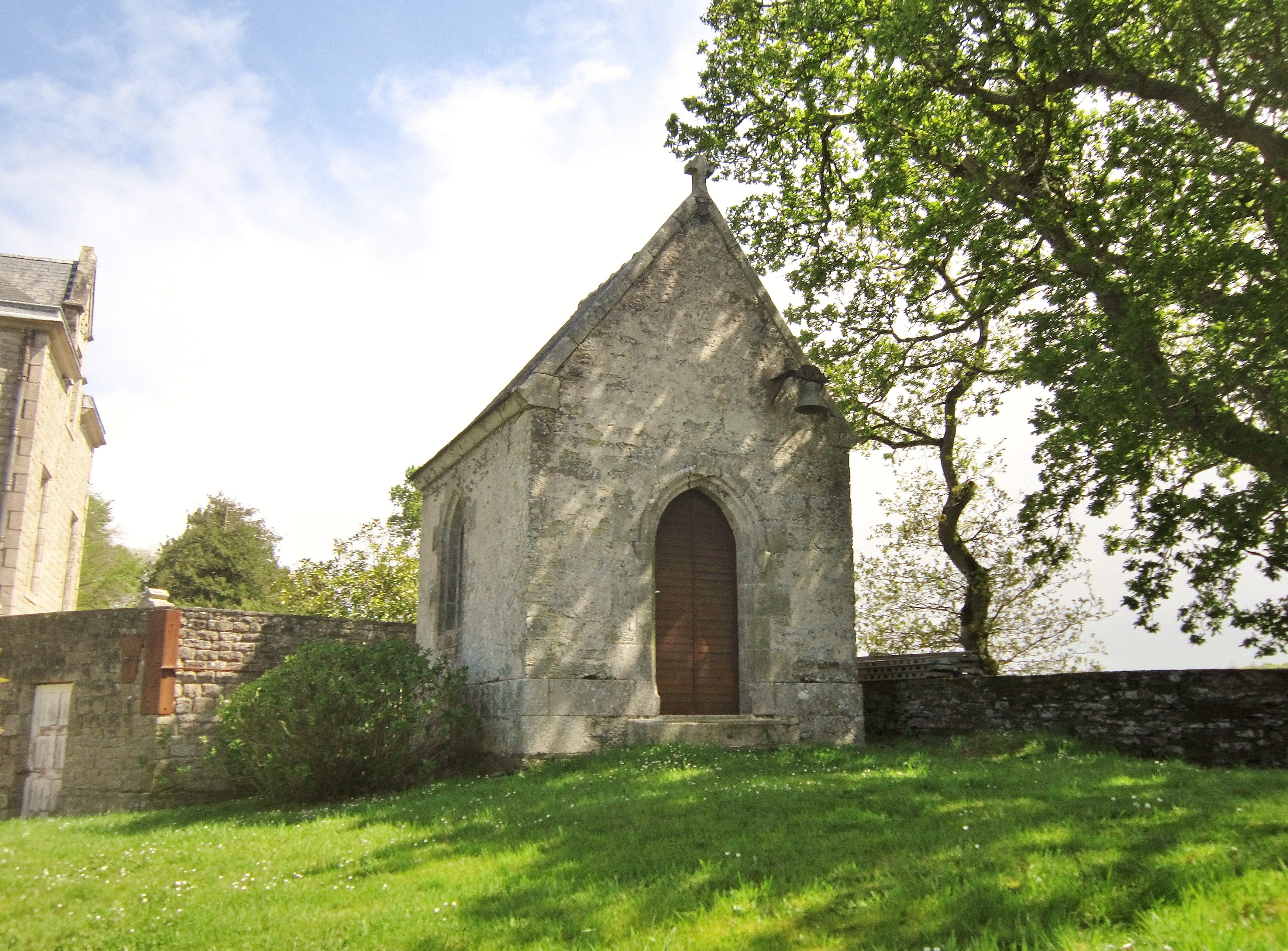
La chapelle du château du Bois de la Roche.
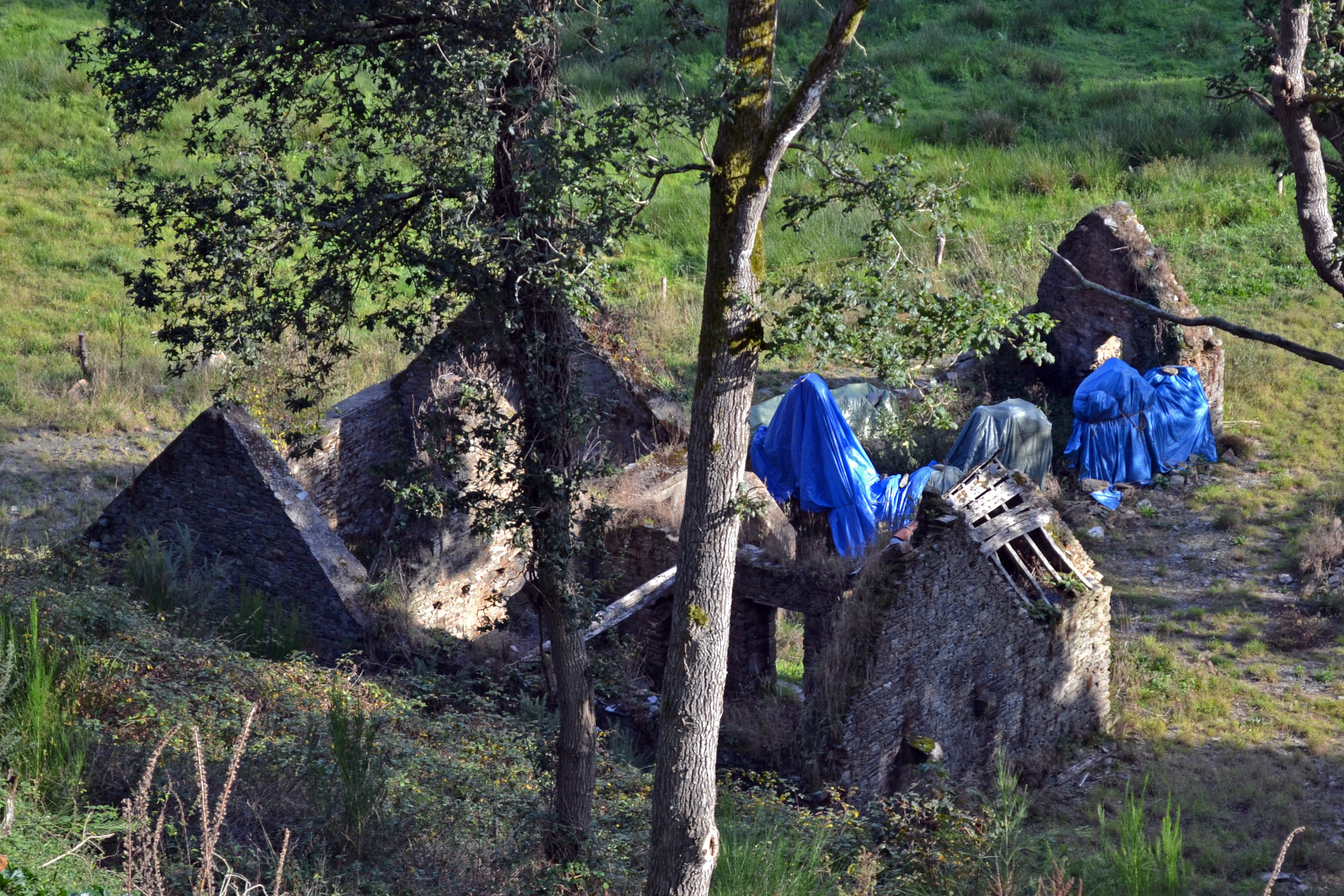
Ruines près du château du Bois de la Roche.

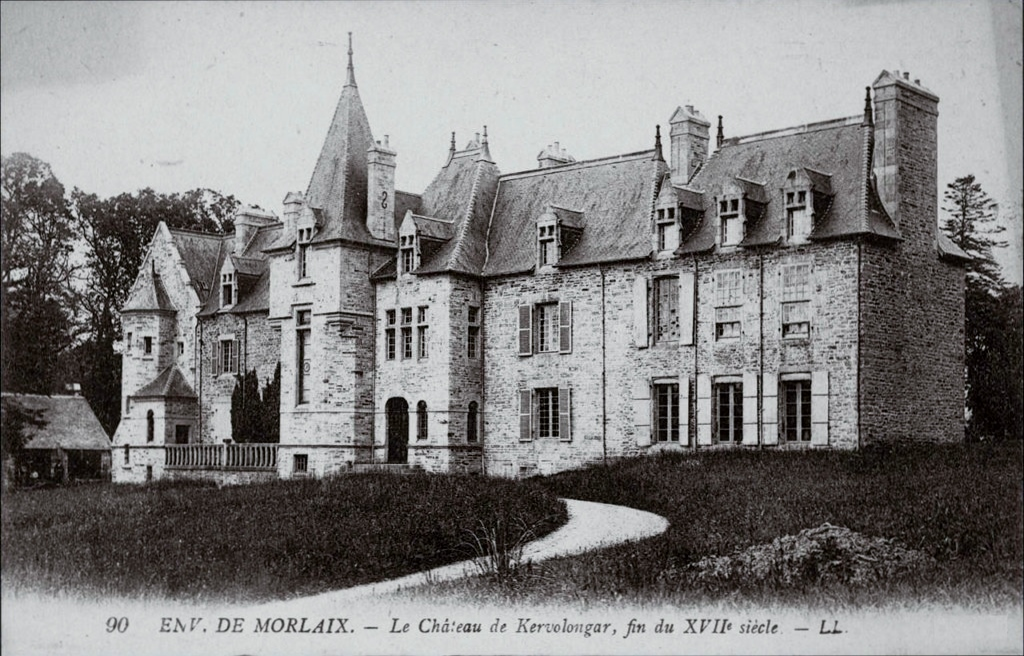
Le château de Kervolongar au début du XXe siècle (carte postale).

- Le château de Kervolongar (XVIIe – XIXe siècles). Il fut, en raison de mariages d'héritières, propriété successive des familles de Kergariou, de Lesvern, des Anges, du Laz et de Tréfalégan (ou Tréffalégan) et de la famille de Forsanz de 1775 à la décennie 1970.
- Le colombier du manoir de Kerohant (colombier avec dôme auquel il manque sa partie haute)[35] compte 980 boulins, disposés en échiquier ; ce nombre élevé indique que le fief de Kerrohant était très étendu[36].
- Un ancien relais de diligence , qui date du XVIIe siècle.

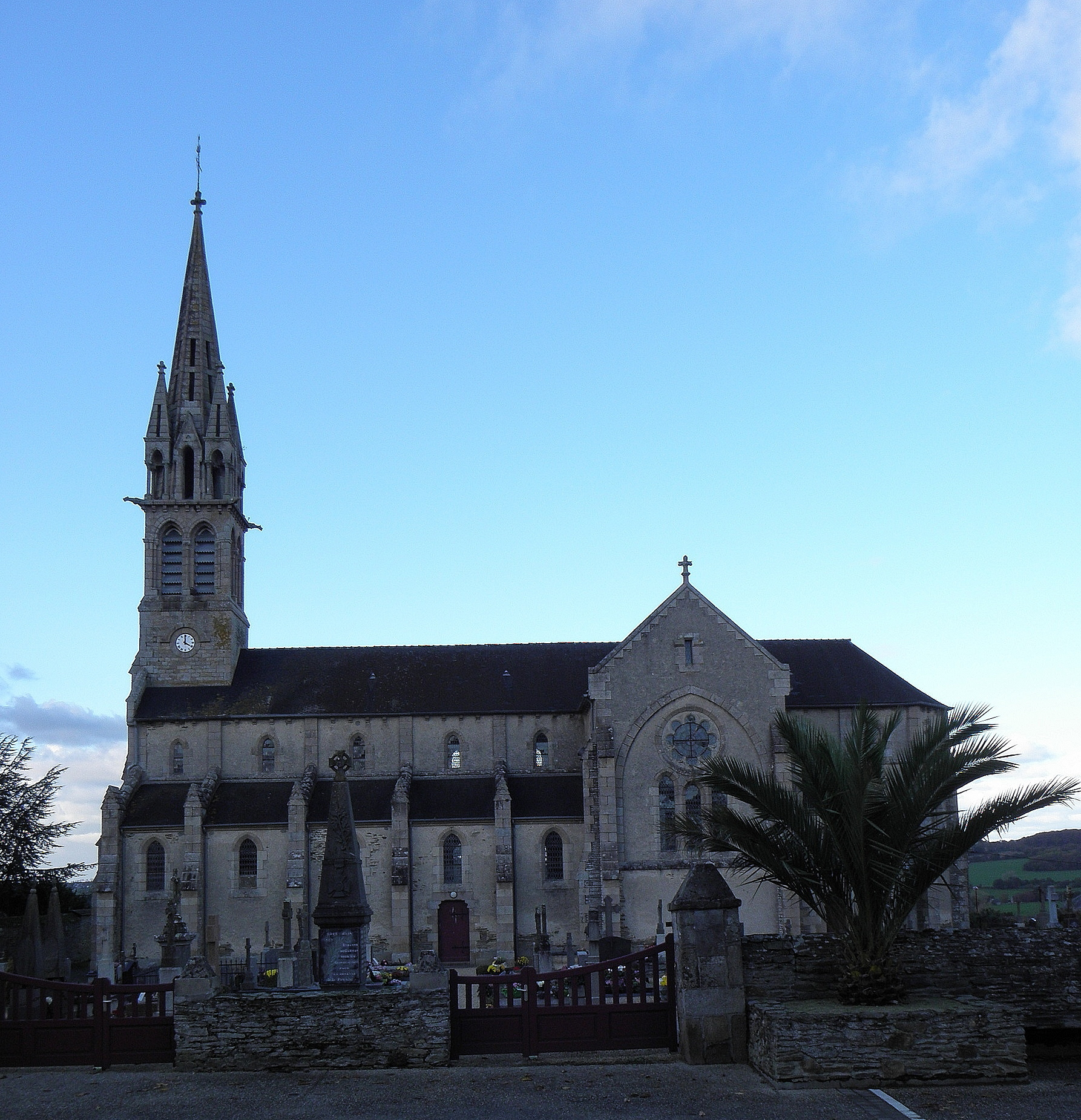
L'église paroissiale Notre-Dame des-Sept-Douleurs.

- L'église paroissiale est dédiée à Notre-Dame-des-Sept-Douleurs et à saint Éloi, le culte de ce dernier s'expliquant par une confusion au Moyen Âge avec saint Alor, ancien évêque de Quimper, dont la vie est très peu connue. Construite entre 1877 et 1879, elle a un clocher haut de 25 mètres et qui est entouré de quatre clochetons. Des ossements de saint Vincent Ferrier conservés dans un reliquaire (dans une timbale en argent placée dans un coffret) exposé sous une châsse placée sur l'autel) ont été volés en septembre 2020 dans l'église[37].
- La chapelle Sainte-Anne, construite en 1649 par Jean Thépault, seigneur de Tréfalégan, est une ancienne dépendance du manoir de Rascoët.

## Économie
- Le parc des expositions de Langolvas (Morlaix) est situé en fait sur le territoire communal de la commune de Garlan.

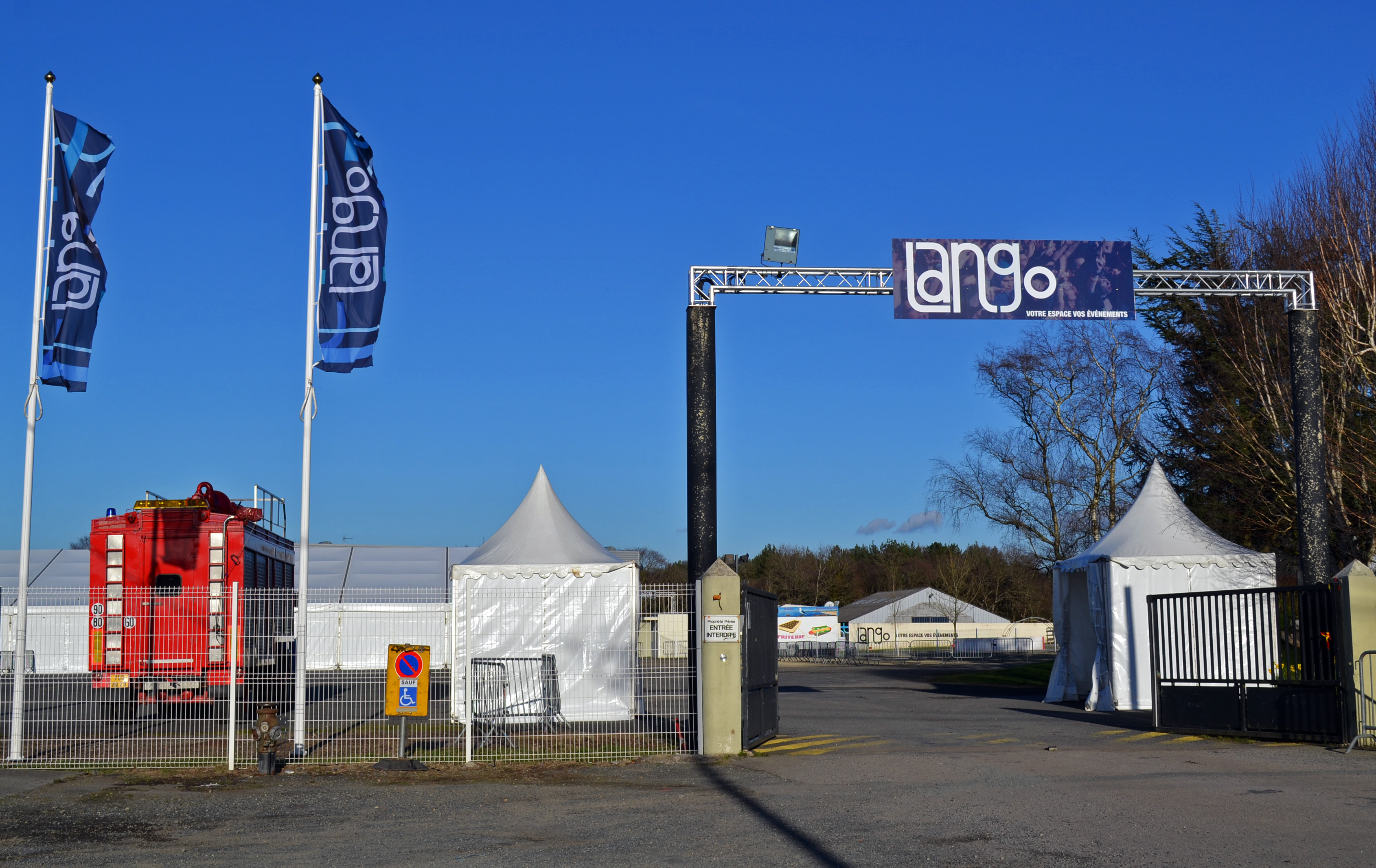
Le parc des expositions de Langolvas 1.
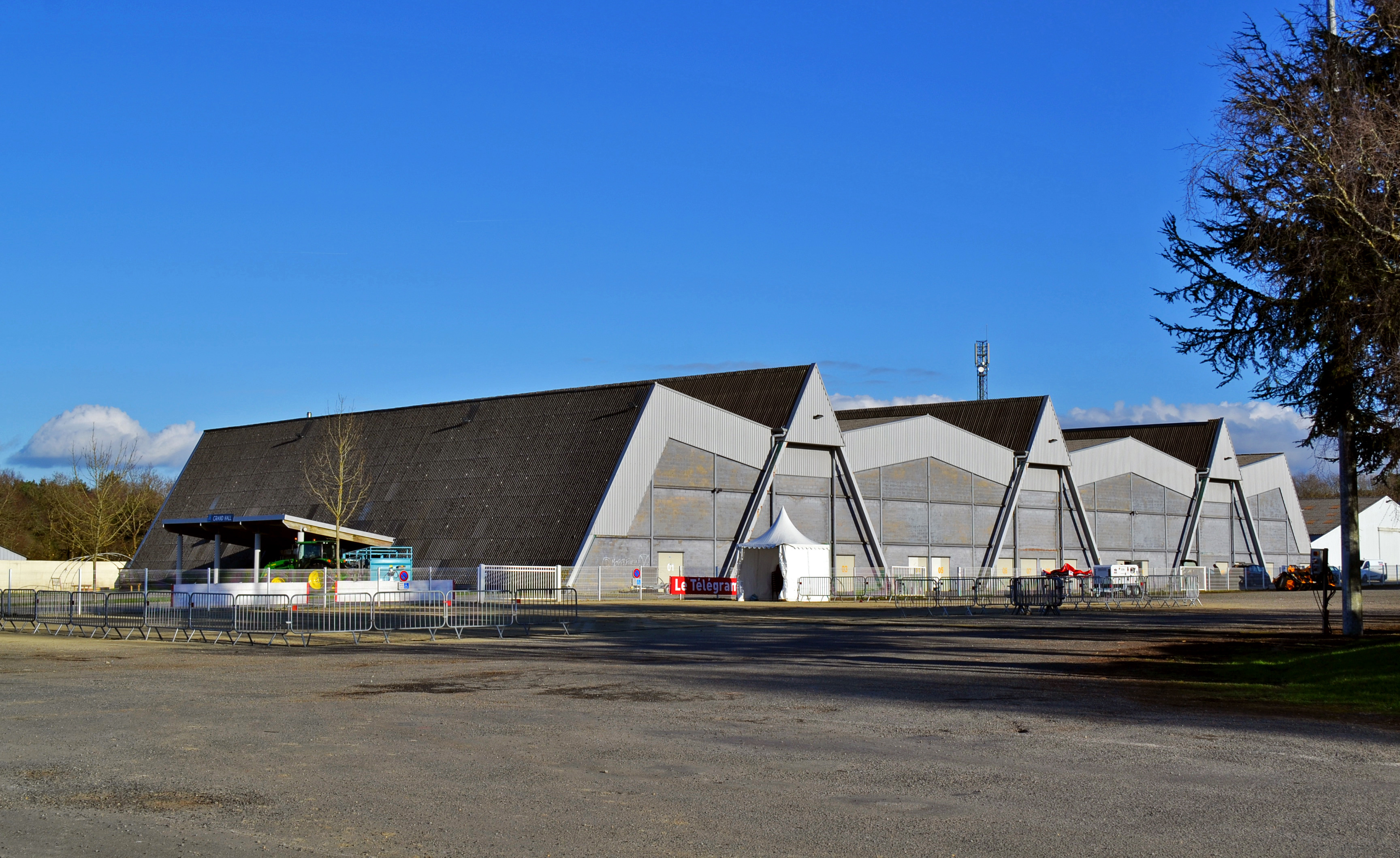
Le parc des expositions de Langolvas 2.
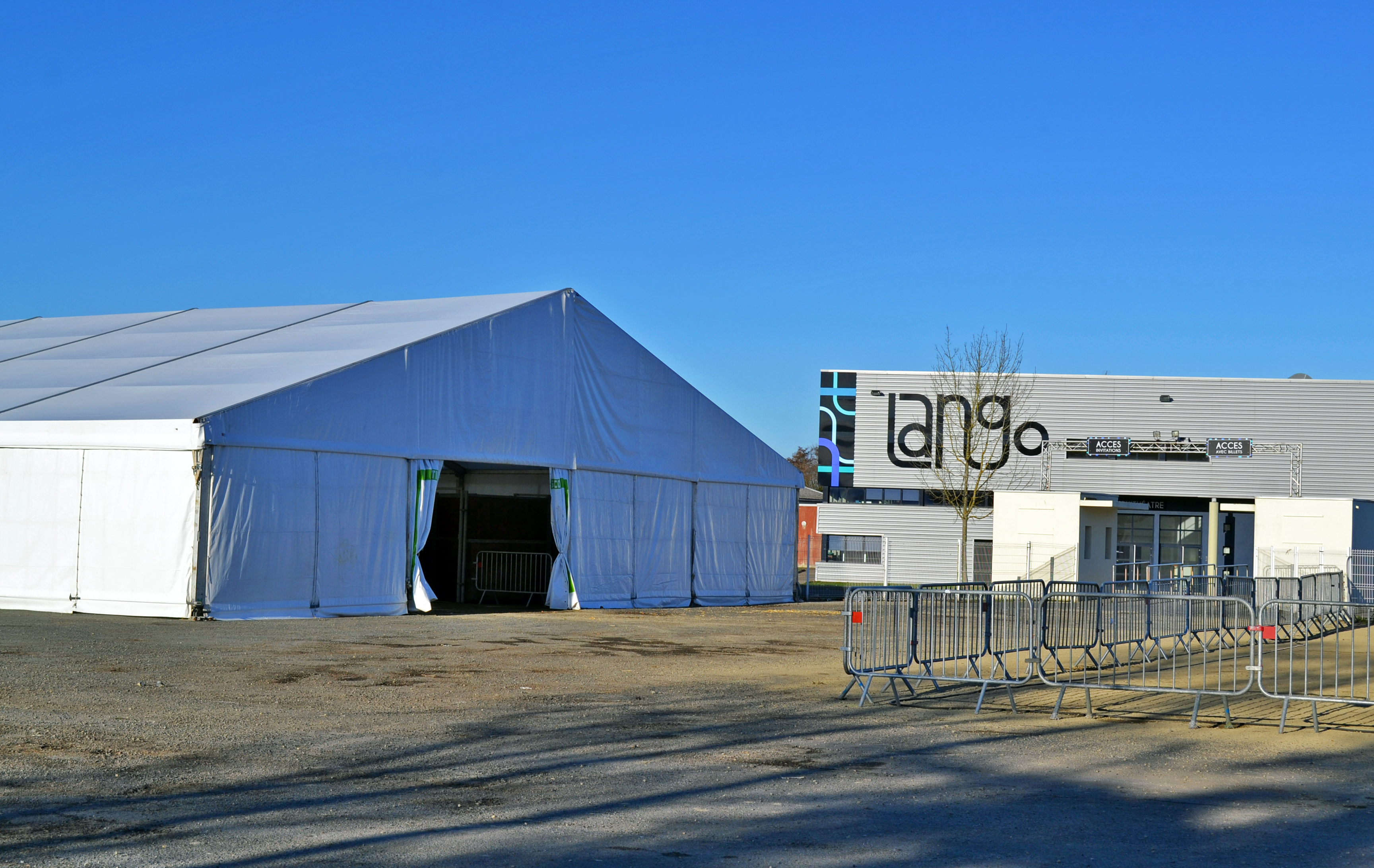
Le parc des expositions de Langolvas 3.

## Démographie

### Évolution démographique
L'évolution du nombre d'habitants est connue à travers les recensements de la population effectués dans la commune depuis 1793. Pour les communes de moins de 10 000 habitants, une enquête de recensement portant sur toute la population est réalisée tous les cinq ans, les populations de référence des années intermédiaires étant quant à elles estimées par interpolation ou extrapolation. Pour la commune, le premier recensement exhaustif entrant dans le cadre du nouveau dispositif a été réalisé en 2004.
En 2022, la commune comptait 1 063 habitants, en évolution de +0,66 % par rapport à 2016 (Finistère : +2,16 %, France hors Mayotte : +2,11 %).
| 1793 | 1800 | 1806  | 1821  | 1831  | 1836  | 1841  | 1846  | 1851  |
| ---- | ---- | ----- | ----- | ----- | ----- | ----- | ----- | ----- |
| 919  | 962  | 1 012 | 1 093 | 1 347 | 1 199 | 1 174 | 1 200 | 1 238 |

| 1856  | 1861  | 1866  | 1872  | 1876  | 1881  | 1886  | 1891  | 1896 |
| ----- | ----- | ----- | ----- | ----- | ----- | ----- | ----- | ---- |
| 1 131 | 1 140 | 1 080 | 1 027 | 1 053 | 1 077 | 1 076 | 1 005 | 971  |

| 1901 | 1906 | 1911 | 1921 | 1926 | 1931 | 1936 | 1946 | 1954 |
| ---- | ---- | ---- | ---- | ---- | ---- | ---- | ---- | ---- |
| 952  | 947  | 930  | 825  | 804  | 720  | 690  | 701  | 622  |

| 1962 | 1968 | 1975 | 1982 | 1990 | 1999 | 2004 | 2006 | 2009 |
| ---- | ---- | ---- | ---- | ---- | ---- | ---- | ---- | ---- |
| 628  | 615  | 644  | 774  | 801  | 821  | 891  | 918  | 976  |

| 2014  | 2019  | 2022  | - | - | - | - | - | - |
| ----- | ----- | ----- | - | - | - | - | - | - |
| 1 036 | 1 050 | 1 063 | - | - | - | - | - | - |

### Évolution du rang démographique
| selon la population municipale des années : | 1968 | 1975 | 1982 | 1990 | 1999 | 2006 | 2009 | 2013 |
| Rang de la commune dans le département      | 217  | 201  | 186  | 194  | 188  | 188  | 184  | 181  |
| Nombre de communes du département           | 286  | 283  | 283  | 283  | 283  | 283  | 283  | 283  |

En 2016, Garlan était la 176e commune du département en population avec ses 1 056 habitants (territoire en vigueur au 1er janvier 2019), derrière Plouégat-Guérand (175e avec 1 067 habitants) et devant Tourch (177e avec 1 038 habitants).

## Personnalités
- Alanus Parabolis, connu aussi sous le nom d'Alain de Lille, est peut-être né à Garlan (selon l'enquête fiscale de 1482[46])[47].
- Emile Forsanz (1825-1882), homme politique né à Garlan, député du Finistère puis sénateur.
- Raoul-Pierre Guéguen (1947-), pentathlonien, médaillé olympique à Mexico en 1968, est né à Garlan.
- Hilarion de Forsanz, né le 11 mars 1840 à Saint-Pol-de-Léon, décédé le 12 janvier 1919 au château de Kervolongar en Garlan, comte de Forsanz, général de division, commandeur de la Légion d'honneur.